# 拿坡里披薩·炸雞
拿坡里披薩·炸雞，是臺灣外食餐飲業者，1997年成立，原隸屬於三商外食事業部，起初名稱是比大營，在經營初期以提供消費者便宜的價格即能享受美味道地的披薩為目標。
拿坡里是承接比大營披薩（PIZZA INN），後因美國方面要收回經營權，台灣合資方佳格食品把它賣給三商企業，由三商企業承接買下所有分店，並改名為「拿坡里」。現為三商行子公司三商餐飲旗下品牌。
2019年，三商餐飲開設炸雞專賣店拿坡里炸雞。截至2023年6月，拿坡里炸雞共有12家分店。2024年10月23日，三商餐飲舉辦股票上市前業績發表會，宣布11月1日起拿坡里炸雞正式更名為三商炸雞。

## 外部連結
- 拿玻里披薩·炸雞 （页面存档备份，存于）
- Google Play商店中的三商i美食卡
- 三商i美食卡 APP(ios) （页面存档备份，存于）
- 拿坡里官方粉絲團的Facebook專頁
- 三商i美食卡的Facebook專頁